# Hvalfjörður

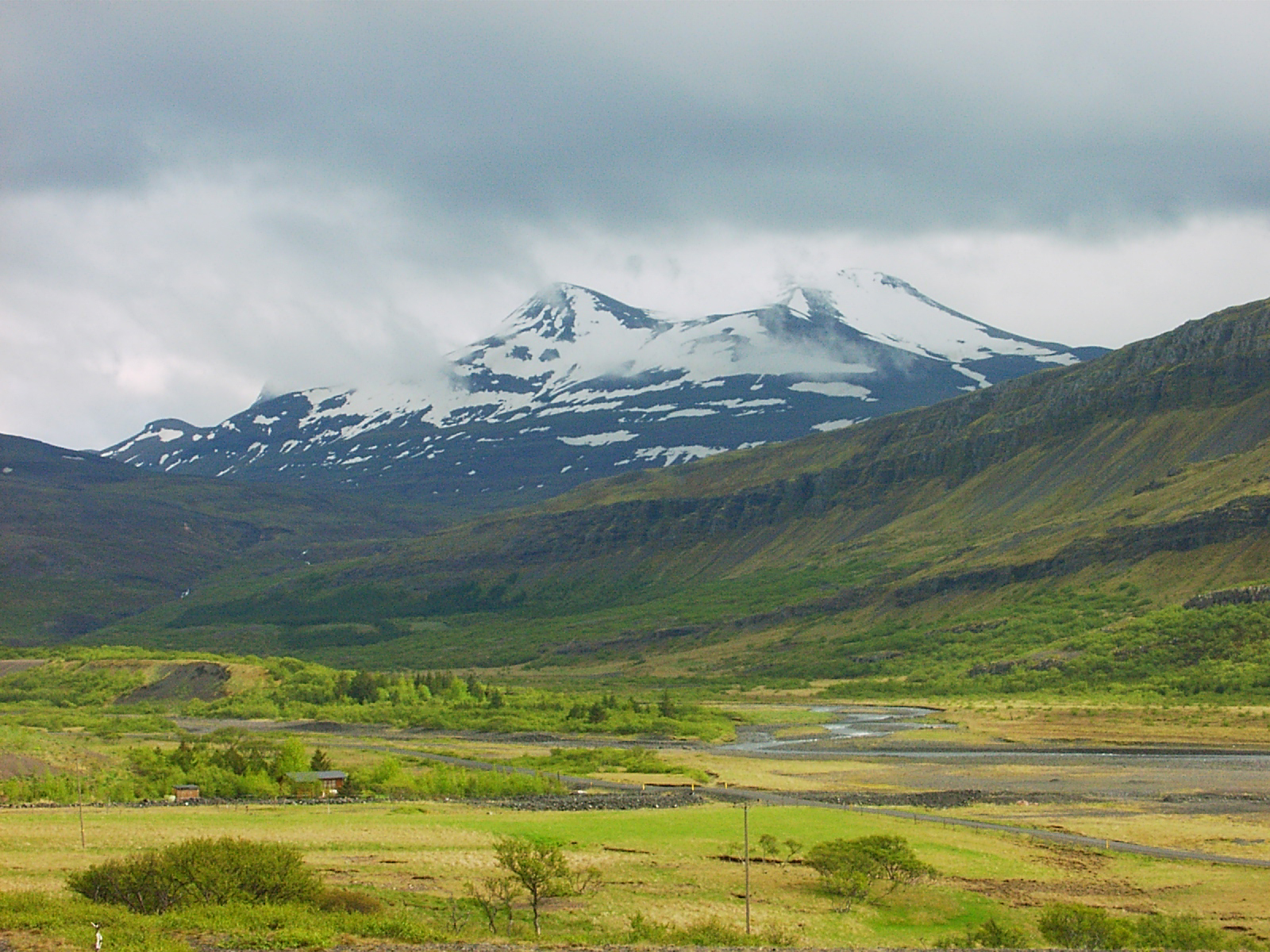
Vy in i Botnsdalur från Hvalfjörður.

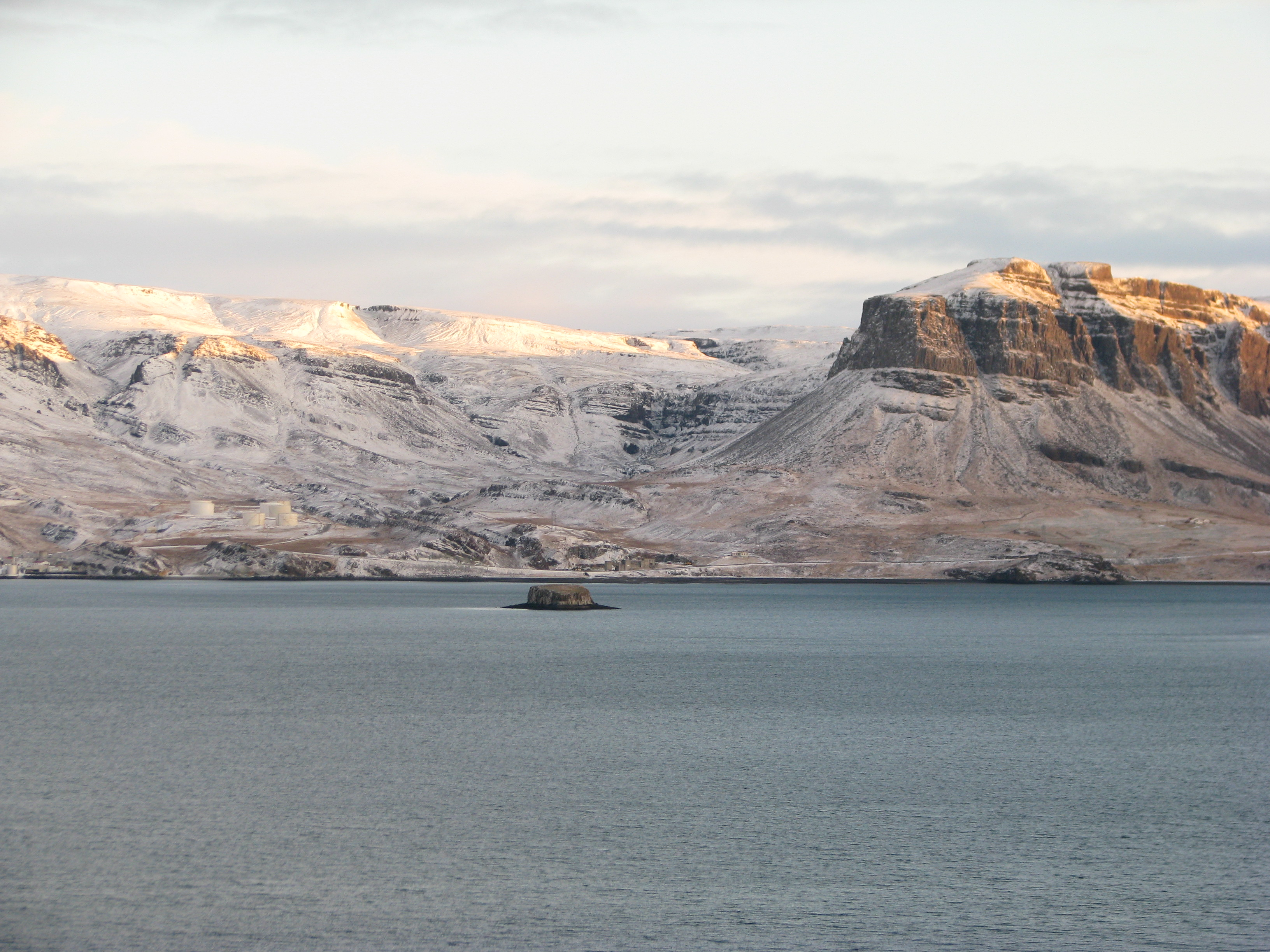
Hvalfjörður

Hvalfjörður, är en fjord på Islands västkust norr om Reykjavik. Fjordens längd är 35 kilometer och ligger emellan bergen Akrafjall och Esja. Ovanför fjorden, i ån Botnsá, ligger Islands näst högsta vattenfall, Glymur, med en fallhöjd på 200 meter.
Riksväg 1 följde tidigare fjorden, men 13 maj 1996 började en tunnel byggas. Den stod färdig 11 juli 1998. Tunneln är totalt 5 770 meter lång, varav 3 750 meter går under fjorden. Som djupast går tunneln 165 meter under havsytan.